# Epiprinus
Epiprinus es un género con siete especies de plantas con flores perteneciente a la familia Euphorbiaceae. Nativas de Assam y oeste de Malasia. Comprende 7 especies descritas y de estas, solo 6 aceptadas.

## Taxonomía
El género fue descrito por  William Griffith (botánico) y publicado en Notulae ad Plantas Asiaticas 4: 487–489. 1854. La especie tipo es: Epiprinus malayanus

## Especies
- Epiprinus balansae (Pax & K.Hoffm.) Gagnep.
- Epiprinus lanceifolius Croizat
- Epiprinus malayanus Griff.
- Epiprinus mallotiformis
- Epiprinus poilanei
- Epiprinus siletianus